# Mihályffy Béla
Mihályffy Béla (Budapest, 1891. január 15. – Budapest, Ferencváros, 1948. április 4.) színész, 1942 és 1944 között a kolozsvári Nemzeti Színház igazgatója, 1939-től 1944-ig pedig a Színházi és Filmművészeti Kamara Alelnöke volt. Folyamatosan felfelé ívelő pályáját a politikai viszonyok megváltozása törte derékba.

## Élete
Édesapja Mihályfi Károly színész, a Nemzeti Színház örökös tagja, édesanyja Lázár Margit énekesnő. A budapesti egyetemen jogot végzett, majd tanulmányainak befejeztével egy ideig a főpolgármesteri hivatalban dolgozott. Tartalékos főhadnagyként végigküzdötte az első világháborút.
1918-ban megkezdte tanulmányait a Színművészeti Akadémián, de abbahagyta, s vidéki színpadokon való sikeres szereplésekkel kezdte el pályafutását. 1919-től ismét Budapesten játszott: először a Várszínházban, aztán a Dunaparti Színházban. 1920. október 21-én bemutatkozott a Nemzeti Színházban, a Nők barátja című darabban De Simrose szerepében, mely után az intézményhez szerződtették, ahol 1935-ig játszott. 1937-ig a Belvárosi, valamint 1936–37-ben a Művész Színházban is játszott. 1939-től 1941-ig a Magyar Színház és az Andrássy úti Színház tagja volt egyszerre, s ez utóbbi tagja maradt 1942-ben is. 1942 és 1944 között a kolozsvári Nemzeti Színház drámai művészeti és ügyvezető igazgatója, 1939 és 1944 között a Színház- és Filmművészeti Kamara alelnöke volt. 1943 decemberében lépett utoljára színpadra Kolozsvárott.
1945-ben az igazolóbizottság Mihályffy Bélát politikai meggyőződése és szemlélete miatt örökre eltiltotta a színházi szerepléstől.
Sokoldalú színész volt. Alakja, arca és ércesen zengő hangja a szerelmes szerepkörre predesztinálták, de erős érzéke volt a humor és a karikatúra iránt, akadt néhány kitűnő zsánerfigurája is. Mindig eltalálta szerepei hangját, és jellegzetes maszkokat tudott adni nekik. Gyakran játszott katonatiszteket, lányos apákat, vállalatigazgatókat és orvosokat.
Felesége 1924-től 1927-ig Bleier Lili zongora- és hárfaművész, sanzonénekes volt.

## Filmszerepei
- Az ellopott szerda (1933) – magánnyomozó-iroda főnöke
- Méltóságos kisasszony (1936) – főorvos
- A titokzatos idegen (1936) – tanácsos
- Szerelemből nősültem (1937) – bíró
- 120-as tempó (1937) – Turner Kornél, elnök
- Mámi (1937) – Mr. Benedek
- Úrilány szobát keres (1937) – törvényszéki bíró
- Két fogoly (1937) – tiszt
- Marika (1937) – színházigazgató
- Az örök titok (1938) – bíró
- Elcserélt ember (1938) – főtisztelendő
- Döntő pillanat (1938) – Törzs Sándor
- Cifra nyomorúság (1938) – ezredes
- Megvédtem egy asszonyt (1938) – Bakos Kázmér
- Szegény gazdagok (1938) – Sipos, ügyvéd
- Süt a nap (1938) – őrnagy
- A varieté csillagai (1938–1939)
- Menschen vom Varieté (1938–1939)
- Nincsenek véletlenek (1938–1939) – Pataky Benedek
- Bors István (1938–1939) – Tulogdy Kálmán
- Szervusz, Péter! (1939) – Lóránt bácsi
- Tökéletes férfi (1939) – Hámor Ödön, bankelnök
- A miniszter barátja (1939) – minisztérium
- Áll a bál (1939) – államtitkár
- Hat hét boldogság (1939) – Sturmpf Jeromos, ékszerkereskedő
- Bercsényi huszárok (1939) – Széplaky ezredes
- Zúgnak a szirénák (1939)
- Semmelweis (1939) – Klein professzor
- Te vagy a dal (1940) – orvosprofesszor
- Ismeretlen ellenfél (1940) – a kémelhárítás vezetője
- Zárt tárgyalás (1940) – bíró
- Rózsafabot (1940) – börtönigazgató
- Pepita kabát (1940) – zeneműkiadó
- Cserebere (1940) – Zsolnay
- Beáta és az ördög (1940) – orvosprofesszor
- Lángok (1940–1941) – Kelemen
- Akit elkap az ár (1940) – kémelhárító főnök
- Eladó birtok (1940) – Marjánszky Péter
- Dankó Pista (1940–1941) – Ilonka édesapja
- Vissza az úton (1940–1941) – vezérigazgató
- Tokaji aszú (1940–1941) – Tornay tekintetes úr
- A kegyelmes úr rokona (1941)
- Ma, tegnap, holnap (1941) – Dr. Márton
- Végre… (1941) – rendőrkapitány
- Európa nem válaszol (1941) – orvos
- András (1941) – Szalkay Gusztáv, vezérigazgató
- Leányvásár (1941) – Gergely János
- A beszélő köntös (1941) – Ágoston
- Három csengő (1941)
- Az ördög nem alszik (1941) – Gergely, ügyvéd/jogtanácsos
- Életre ítéltek! (1941) – Körössy, textilgyáros
- Miért? (1941) – idősebb úr
- Dr. Kovács István (1941) – Lakatos Kálmán professzor
- Haláltánc (1941)
- Genryfészek (1941) – Kovács Gábor
- Régi nyár (1941)
- Behajtani tilos! (1941–1942) – Kelemen
- Estélyi ruha kötelező (1942) – Silvia gavallérja
- Őrségváltás (1942) – Szegő Lipót
- Jelmezbál (1942) – Klári apja
- Férfihűség (1942) – Sármány Pál, vezérigazgató
- Kölcsönadott élet (1943) – katonaorvos
- Makacs Kata (1943) – Kata édesapja
- Rákóczi nótája (1943) – Károlyi Sándor
- Aranypáva (1943) – Darab, gazdag kupec
- Majális (1943) – igazgató
- Idegen utakon (1944) – Géza, Mimi férje
- A színház szerelmese (1944)

## Fontosabb színházi szerepei
- Werle (Ibsen: Vadkacsa)
- Demetrius (Shakespeare: Szentivánéji álom)
- Sebastiano (Shakespeare: A vihar)
- Laertes (Shakespeare: Hamlet)
- Cauchon (Shaw: Szent Johanna)
- Linzmann (Molnár F.: Liliom)
- Szepesy Mihály (Bókay J.: Az utód)
- Dr. Bánky (Álarcosok)
- Loránt hadnagy (Dolovai nábob leánya)
- Kuzmics (A revizor)
- Dengits (Ellák)
- Komáromi (A piros ruhás hölgy)
- Thuretzky (Déryné ifjasszony)
- Kedves Gergely (Lilla)
- Zichy gróf (A híd)
- Bannai Gábor (Rang és mód)
- Marokkói herceg (Velencei kalmár)
- Madarász Antal (Szibéria)
- Flóris (Három testőr)
- Péter (Sok hűhó semmiért)
- Berky Ákos (A mama)